# Порнографія в Європі

Карта законів про порнографію у світі
Загалом, законна, за можливих деяків винятків
Частково легальна, під деякими широкими обмеженнями або з невизначеним статусом
Нелегальна
Дані недоступні

На ринку порнографії домінували кілька загальноєвропейських виробників і розповсюджувачів, найвідомішим з яких є Private Media Group, яка на початку 1990-х успішно посіла позицію, яку раніше займала Color Climax Corporation. Більшість європейських країн також мають місцевих виробників, які стикаються з різними рівнями конкуренції з міжнародними виробниками, серед яких у Португалії —Naturalvideo, у Сербії —Hexor. Правовий статус порнографії в Європі значно відрізняється; її виробництво та розповсюдження є незаконними в Україні, Білорусі та Болгарії, тоді як в Угорщині діють ліберальні закони про порнографію.

## Австрія
У 1990 році був прийнятий Федеральний закон «Проти непристойних публікацій і про захист молоді, яка знаходиться під загрозою моралі», щоб регулювати порнографію в Австрії. У 1994 році до закону було додано заборону на дитячу порнографію. Згідно з цими правилами, мінімальний вік для покупки softcore-порнографії в Австрії становить 16 років, а мінімальний вік для покупки hardcore-порнографії – 18 років. Публікація порнографії або матеріалів, що зображують зоофілію, є незаконною.

## Албанія
В Албанії незаконно виробляти, доставляти, рекламувати, імпортувати, продавати та публікувати порнографічні матеріали особами молодше 18 років. Дитяча порнографія суворо заборонена.

## Білорусь
Порнографія в Білорусі незаконна. Виготовлення, розповсюдження, реклама, демонстрація, а також зберігання з метою розповсюдження або рекламування порнографічних матеріалів або предметів порнографічного характеру караються кримінальним законодавством і тягнуть за собою обов'язкові громадські роботи, штраф або позбавлення волі на строк до 4 років.

## Болгарія
У соціалістичному режимі НРБ (1946–1990) порнографія була доступна лише для відносно обмеженої кількості людей. Порнографічні матеріали (в основному журнали та відеокасети) ввозилися в країну контрабандою. Відмова від цензури на початку посткомуністичного періоду призвела до того, що порнографія стала широко доступною. На початку 1990-х порнографічні журнали продавалися в газетних кіосках, з'явилися піратські іноземні порнографічні відеокасети та були доступні іноземні порнографічні телевізійні станції. Перший болгарський порнофільм був знятий у 1992 році.
Виробництво та розповсюдження порнографії нині заборонено в Болгарії. Виробництво порнографії та розповсюдження в Інтернеті вмісту сексуального характеру є незаконними. В країні немає порнографічних компаній. Хоча, доступ, володіння або зберігання порнографічних матеріалів (за винятком дитячих) є законними.
Покарання за виготовлення або розповсюдження порнографії становить до одного року позбавлення волі (або до двох років, якщо велось за допомогою Інтернету) і штрафу від 1 000 до 3 000 болгарських левів. За розповсюдження або зберігання дитячої порнографії передбачено покарання у вигляді позбавлення волі на строк до одного року або штрафу в розмірі до 2 000 левів. Влада толерує незаконне розповсюдження жорсткого порно в спеціально відведених магазинах і на телебаченні після одинадцятої ночі. Еротичний матеріал рідко піддається цензурі. Після падіння комунізму в 1989 році журнали та порнографічні газети стають дедалі доступнішими, і також почали випускатися місцеві видання багатьох міжнародних порножурналів. Суспільство часто стикається із сексуальним вмістом у рекламі.

## Велика Британія
«У Великобританії, де порнографія вже є більш обмеженою, ніж будь-де в англомовному світі або в Західній Європі, — писала Аведон Керолу 1995 році, — сексуальні медіа легко підміняються аудиторією, якій рідко дають можливість побачити, що насправді продається під назвою  «порнографія». 
Згідно із кримінальним законодавством, Закон про сексуальні злочини 2003 року (в Англії та Уельсі), Закон про сексуальні злочини Шотландії 2009 року та Наказ про сексуальні злочини Північної Ірландії 2008 року, кожен з яких передбачає кримінальну відповідальність демонстрація порнографічних матеріалів неповнолітнім (особам, які не досягли 16 років) дорослою особою.
Порнографічні матеріали, випущені на DVD або у відеоформатах, повинні (відповідно до умов, викладених у Законі про відеозаписи 1984 року) класифікуватися Британською радою з класифікації фільмів (BBFC), яка, як правило, розміщує такі матеріали під номером «18» або Класифікація «R18». Закон про ліцензування 2003 року вимагає, щоб класифікація BBFC застосовувалася до творів для дорослих, випущених в Англії та Уельсі чи Північній Ірландії в театральному контексті.
Чинна британська законодавча база, включаючи Закон про непристойні публікації 1959 року (в Англії та Уельсі), Закон про громадський уряд Шотландії 1982 року та Закон про відеозаписи 1984 року (який застосовується по всій країні), призводить до заплутаної ситуації, в якій існує є теоретична заборона на публікацію та розповсюдження (але не на володіння) порнографічними матеріалами в будь-якій формі, яка на практиці є нездійсненною через нечіткість правової перевірки матеріалу, який «розбещує та розбещує». На практиці хардкор-матеріали на відео та DVD донедавна були заборонені відповідно до вимог Закону про відеозаписи щодо сертифікації BBFC, тоді як хардкор-матеріали в інших формах, таких як журнали та вебсайт, по суті, не обмежені.
Наприклад, континентально-європейські, американські та британські жорсткі порнографічні журнали відкрито продаються в багатьох місцевих газетних кіосках. Завдяки лібералізації політики BBFC DVD-диски з хардкором тепер отримують сертифікати R18, що легалізує їх, але обмежує їх продаж у ліцензованих секс-шопах, наприклад у Сохо.
До виходу з Європейського Союзу 1 січня 2021 року Великобританія була єдиною державою-членом ЄС, яка забороняла приватний імпорт порнографії для дорослих споживачами з інших держав-членів. У 2004–2005 фінансовому році агенти податкової та митної служби його Величності вилучили 96 783 одиниці порнографічних засобів масової інформації, які мали при собі люди, які подорожували до Великобританії.
У 2005 році британська порноіндустрія оцінювалася приблизно в 1 мільярд фунтів стерлінгів.

## Греція
Порнографія у Греції є легальною, якщо продавати або публікувати матеріали, але вона є незаконною для неповнолітніх. Попри це, така практика все ще поширена, оскільки закон слабо виконується. Порнографічні матеріали продаються в секс-шопах, DVD-клубах, мінімаркетах, кіосках. Існує також місцеве порнографічне виробництво, яке неофіційно почалося в 1970-х роках, яке стало офіційним і повністю легальним з 2008 року. Дитяча порнографія є незаконною і карається ув'язненням та штрафами.

## Данія
Заборона на порнографічну літературу була знята у 1967 році. У 1969 році Данія стала першою країною у світі, яка легалізувала порнографію. Народ Данії має вільний доступ до порнографії. Розповсюдження матеріалів людям молодше 18 років заборонене з 1980 року, і володіння цим також є незаконним.

## Естонія
Порнографія легальна, розповсюдження або виробництво врегульовано законом.

## Ісландія
Публікація порнографії є незаконною в Ісландії та карається штрафом або позбавленням волі на строк до 6 місяців. Публікація дитячої порнографії карається штрафом або позбавленням волі на строк до 2 років. У 2013 році уряд Ісландії запропонував заборонити насильницьку інтернет-порнографію, а парламент Ісландії почав обговорення заборони онлайн-порнографії.

## Ірландія
Крім нормативних документів[прояснити] щодо порнографічних фільмів, не існує законів проти порнографії, окрім дитячої, де дитиною вважається особа віком до 18 років.

## Іспанія
Порнографія була незаконною у франкістській Іспанії, хоча деякі люди їздили до Франції, щоб подивитися такі фільми, як «Останнє танго в Парижі», а також були організовані групові походи у французькі кінотеатри з рейтингом X.  Через кліматичні причини було знято кілька приватних фільмів, які не виходили в Іспанії.[джерело?]
Цензура того періоду припинилася зі смертю Франсіско Франко в 1975 році.. Менше року взагалі не було цензури, а жорстке порно іноді показували в головних кінотеатрах Іспанії.[джерело?] Згодом було введено рейтинг S для фільмів із softcore-порнографією, що дозволявся до показу у звичайних кінотеатрах. Тоді виник особливий жанр destape (роздягання). Найпопулярнішими його представниками є фільми Las eróticas vacaciones de Stela («Еротичні канікули Стели»), El mundo maravilloso del sexo («Дивовижний світ сексу»), Trampa sexual («Сексуальна пастка») і La orgía («Оргія»). Журнал Interviú, заснований у 1976 році, мав відверті обкладинки з відомими актрисами та містив оголені фотографії. У 1983 році S-рейтинг був замінений більш дозволеним X-рейтингом. 

## Італія
Хоча в Італії в 1970-х роках накопичилося багато softcore-порнографії, жорстка не була звичайною тенденцією до 1980-х років. Першим таким фільмом в Італії став Telefono rosso («Червоний телефон») 1983 року Ріккардо Скіккі з Ілоною Сталлер (відомішою як «Чіччоліна»). Фільм викликав багато суперечок, і він був обмежений в офіційному прокаті до 1986 року з альтернативним переглядом італійських законів про цензуру.

## Латвія
У Латвії розповсюдження порнографічних матеріалів дозволено за дуже схожих правових умов, як і в Польщі. Порнографічні чи еротичні матеріали рідко або ніколи не продаються в місцях, доступних для широкого загалу.

## Литва
У Литві одні з найсуворіших законів проти порнографії. Розповсюдження, виготовлення та придбання порнографічних матеріалів заборонено статтею 309 Кримінального кодексу, у частині 1 якої зазначено, що «Особа, яка з метою розповсюдження виробляє чи придбає порнографічні матеріали, чи розповсюджує такі матеріали, карається громадськими роботами, або штрафом, або обмеженням волі, або позбавленням волі на строк до одного року».

## Мальта
На Мальті порнографія та непристойні матеріали були заборонені до другої половини 2016 року, незалежно від того, чи були вони в комерційних цілях, та чи були вони спрямовані на дорослу аудиторію. Відповідним законом у цьому відношенні була стаття 208(1) Кримінального кодексу Мальти, яка забороняла виготовлення, друк, імпорт, обіг і експорт порнографічних або непристойних друкованих видань, картин, фотографій, фільмів, книг, листівок або письмових матеріалів, або будь-яких інших предметів непристойного характеру, як з метою отримання прибутку, так і з метою розповсюдження або показу у громадських місцях. У рішенні від 21 лютого 2011 року Апеляційний кримінальний суд Мальти залишив у силі кримінальний вирок Александру Бальдаччіно, який був визнаний винним у показі soft- і hard- core фільмів у City Lights Theatre у Валлетті. В іншому вироку студентський редактор Марк Каміллері та автор Алекс Велла Гера були визнані невинними за статтею 208(1) Кримінального кодексу та статтею 7 Закону про пресу (нецензурний наклеп) за публікацію непристойної статті під назвою Li Tkisser Sewwi («Відремонтуй те, що ти зламав») у студентській газеті Realtà (розповсюджується безплатно на кампусі Мальтійського університету) Магістратським судом (Мальта). Рішення залишив без змін Апеляційний суд у кримінальних справах. 
У 2015 році Міністр соціальної справедливості Овен Боннічі почав працювати над законодавством, що дозволяє створювати порнографічні матеріали як у сфері послуг, так і мистецтва, а також надає офіційне право доступу до порнографічних матеріалів. До кінця 2016 року парламент Мальти схвалив більшість порнографічних матеріалів. Порнографія за участю неповнолітніх, інвалідів та екстремальні форми самовираження, включаючи погрози з використанням таких матеріалів, залишаються незаконними.

## Нідерланди
- Стаття 240а опосередковано забороняє дарування порнографічних зображень дітям до 16 років. Максимальний термін позбавлення волі — один рік або штраф 4-ї категорії (19 500 євро).[30]
- Стаття 240b забороняє дитячу порнографію, що визначається як зображення особи молодшої 18 років під час статевого акту. Максимальний термін позбавлення волі — 4 роки або штраф 5-ї категорії (78 000 євро). Закон також посилює покарання, у разі, якщо така діяльність є професійною або здійснюється на постійній основі. Максимальне ув'язнення в цьому випадку становить 6 років або штраф 5-ї категорії.[31]
- Стаття 248e забороняє онлайн-знайомства з неповнолітніми (0–15 років) з метою вступу з ними в статеві стосунки або зйомки порно з такими. Максимальне позбавлення волі в цьому випадку становить 2 роки або штраф 4-ї категорії (19 500 євро).[32]
- Стаття 254a забороняє порно зоофілію. Максимальний термін позбавлення волі — 6 місяців або штраф 3-ї категорії (7 800 євро). [33]

## Німеччина
Порнографія, за винятком дитячої, є законною. Німецька прокуратура та юридичні органи шістнадцяти земель Німеччини дуже по-різному трактують визначення дитячої порнографії. Німецька справа Себастьяна Едаті 2013 – 14, що виникла після зневажливого ставлення до співпраці BKA з канадською прокуратурою у справі з викриття дитячої порнографії, дала поштовх до прийняття парламентом нових законодавчих процедур, які визначають статус позування або виставкових фотографій неповнолітніх. Нові закони все ще обговорювалися в парламенті станом на 19 грудня 2014.

## Норвегія
У Норвегії розповсюдження чи продаж хардкор-матеріалу було заборонено де-юре до 2006 року, але володіння ним було законним. Виробництво, однак, не було явно незаконним, тому відбувалися як фото-, так і кінозйомки. Порнографію можна було надбати за кордоном, в Інтернеті чи через супутникове телебачення. Зазвичай, у великих містах також існували нелегальні порномагазини. На виконання вимог законодавства редактори еротичних журналів й телеканалів маскували статеві органи в активному стані за допомогою чорних прямокутників тощо. Після того як 7 грудня 2005 року Верховний суд Норвегії одноголосно виправдав колишнього редактора журналу за публікацію неприхованої жорсткої порнографії у 2002 році, стало зрозуміло, що друкована жорстка порнографія більше не є незаконною. Отже, 14 березня 2006 року її легалізували. Звичайне та кабельне телебачення, як правило, дотримується старих стандартів, оскільки монтоване телебачення регулюється окремим законом і, отже, на нього не впливає рішення Верховного суду. Однак, відео на замовлення, не регулюється телевізійними законами, а тому в такий спосіб вона законна.
Зображення незаконних сексуальних дій, у тому числі за участю дітей, тварин, некрофілії, зґвалтування, насильства чи застосування сили, залишається незаконним.

## Польща
У Польщі станом на вересень 1998 року стаття 202 Кримінального кодексу визнає порнографію легальною, за винятком виробництва або володіння порнографічними матеріалами, що містять у собі неповнолітніх, скотолозтво (зоофілію) і сцени насильства/зґвалтування. Також незаконним є представлення або показ порнографічних матеріалів особам, які не бажають з ними контактувати, а також особам, які не досягли 15 років.

## Португалія
У Португалії жорсткі порнографічні фільми можна показувати лише в кінотеатрах для дорослих. Відео та журнали відкрито продаються в газетних кіосках, але законом заборонено продавати їх неповнолітнім віком до 18 років. Крім того, жорсткі порнографічні фільми заборонені на відкритому телебаченні та можуть транслюватися лише через зашифровані канали/канали з оплатою за перегляд.
Дитяча порнографія (тобто порнографія із зображенням дітей або підлітків віком до 18 років) є незаконною. Хоча вік згоди там становить 14 років, вік юридичної відповідальності (тобто вік, з якого людина може підписувати контракти, погоджуючись зніматися в порнографії) 18 років.

## Росія
Більшість російської порнографії виробляється в Москві та Санкт-Петербурзі, де базується найбільший виробник фільмів для дорослих SP-Company. Типи російських фільмів можуть варіюватися від гонзо-порнографії до адаптацій російської класики («Євгеній Онєгін» (Тетяна Танєєва, 2003), «Майстер і Маргарита» (Армен Оганезов і Сергій Прянішников, 2002) тощо, і ці постановки в основному орієнтуватися на внутрішній ринок. Тим не менш, велика частина виробляється для міжнародного інтернет-ринку.[джерело?]
Згідно з російським законодавством споживання порнографії дозволено, але її виробництво заборонено. За незаконне виготовлення, розповсюдження та «публічну демонстрацію» порнографії передбачено покарання у вигляді позбавлення волі на строк від 2 до 6 років. Роскомнадзор має повноваження блокувати порнографічні сайти. У 2015 році відомство вимагало заблокувати російськомовну версію Pornhub і ще 10 порнографічних сайтів на підставі рішення суду.

## Румунія
Румунія легалізувала порнографію у 2003 році. Виробництво та розповсюдження порнографії є законним і регулюється Законом 196/13.05.2003. Відповідно до статті 374 Кримінального кодексу, дитяча порнографія карається позбавленням волі на строк до 7 років.

## Туреччина
Туреччина, яка формально є світською державою з мусульманською більшістю, була першою країною, яка легально виробляла порнографічні матеріали в мусульманському світі. Після тривалого періоду створення італійських softcore-комедій у 1970-х, хардкорний фільм Öyle bir kadın ki був розповсюджений у 1979 році.[джерело?]

## Угорщина
В Угорщині виробництво порнографії також розквітло після падіння комунізму в 1989 році. Виробництво та розповсюдження порнографії було незаконним за часів комуністичного режиму, але з утвердженням демократії закони були лібералізовані. Дозвільна урядова політика невдовзі вивела країну на передові позиції в європейській порноіндустрії. Іноземних режисерів привабили ліберальне законодавство країни, низька вартість виробництва та велика пропозиція привабливих виконавиць. Згодом місцеві продюсери також почали процвітати, і кілька актрис зробили собі великі імена в індустрії. Угорська порнографія відрізняється від американської природнішим виглядом її виконавців. Сексуальні сцени також мають тенденцію бути більш екстремальними, з частим використанням анального сексу та різними формами множинного проникнення.

## Україна
Порнографія була заборонена в Україні у 2009 році, коли тодішній президент Віктор Ющенко підписав новий закон. Закон переважною більшістю голосів ухвалила Верховна Рада. Згідно з ним, володіння, розповсюдження, продаж і виготовлення порнографічних матеріалів є незаконними, закони суворо дотримуються. Зберігання порнографічних матеріалів може каратися штрафом або позбавленням волі на строк до трьох років. Закон «Про захист суспільної моралі» 2004 року, що нині втратив чинність визначав порнографію так: «вульгарно-натуралістична, цинічна, непристойна фіксація статевих актів, самоцільна, спеціальна демонстрація геніталій, антиетичних сцен статевого акту, сексуальних збочень, зарисовок з натури, які не відповідають моральним критеріям, ображають честь і гідність людини, спонукаючи негідні інстинкти». Порнографія для «медичних цілей» залишається легальною.
Wiska, одна із всесвітньо відомих українських порнозірок, стверджує про постійне та неконституційне переслідування за її роботу за кордоном і безрезультатно просила політичного притулку в Європейському Союзі.

## Фінляндія
У Фінляндії дитяча, насильницька та тваринна порнографія є незаконними. Продавати порнографію дозволено в будь-якому магазині, але журнали не можна продавати покупцям молодше 16 років, а хардкор — покупцям віком менше 18 років.
До 1 січня 1999 року будь-яка непристойна публікація, включаючи її імпорт і експорт, була заборонена.

## Чехія
Порнографія в Чехії була легалізована в 1993 році після Оксамитової революції, коли країна перестала бути комуністичною державою і повернулася до ліберальної демократії. Серед компаній, що працюють у Чехії, найвідомішими є XVideos, Fake Taxi, CzechBoys, а також там мовить телеканал SexySat TV. 
Продаж і розповсюдження дитячої порнографії є незаконними та караються позбавленням волі на строк до 3 років. Зберігання дитячої порнографії було визнано незаконним у 2007 році й передбачає покарання до 2 років позбавлення волі. Кримінальний кодекс Чехії також забороняє продаж і розповсюдження порнографії, яка зображує статевий акт із твариною, а також порнографію, яка зображує насильство чи неповагу до людей, із покаранням у вигляді позбавлення волі на строк до 1 року.

## Швейцарія
Порнографія у Швейцарії визначається статтею 197 Кримінального кодексу. У першому пункті зазначено, що «Будь-яка особа, яка пропонує, показує, передає або робить доступною для особи, яка не досягла 16 років, порнографічні документи, звуко- чи візуальні записи, зображення чи інші предмети подібного характеру або порнографічні зображення чи трансляції. будь-яке з них по радіо чи телебаченню карається позбавленням волі на строк до трьох років або грошовим стягненням». Крім того, заборонено виробляти, імпортувати, зберігати, продавати, рекламувати, виставляти, пропонувати, показувати, передавати або робити доступною порнографію, яка зображує статеві акти за участю дітей (до 16 років) або тварин, людські екскременти або дії насильство, яке називають «жорсткою порнографією».
З липня 2014 людські екскременти та сеча більше не вважаються «жорсткою порнографією». До червня 2014 року в порнографічній продукції могли брати участь актори віком від 16 років; однак з липня 2014 року, якщо особа «виглядає» або їй не виповнилося 18 років, матеріал вважається педопорнографією. Це пов'язано з ратифікацією Швейцарією Лансаротської конвенції.
Вік для перегляду порнографії залишається фіксованим на рівні 16 років (ст. 197 ал. 1 Кримінального кодексу Швейцарії).
Ті самі матеріали, процитовані вище, з усім тим, не вважаються порнографічними, якщо вони мають культурну чи наукову цінність, яка виправдовує їх захист законом.

## Швеція
Подібно до Данії та Нідерландів, Швеція не регулює порнографію , і в країні немає вікових законів для зберігання або перегляду порнографії. Деякі магазини встановлюють власні добровільні обмеження і не продають неповнолітнім. Матеріали, пов’язані з тваринами, є законними, хоча на них поширюється дія законів про добробут тварин. БДСМ класифікується як «незаконне зображення насильства» (olaga våldsskildring).[джерело?]
У Швеції заборонено зніматися або позувати для порнографії особам, які не досягли 18-річного віку. Запис, завантаження, розповсюдження або перегляд порнографічних фотографій і фільмів із зображенням дітей є злочином. Шведські закони про дитячу порнографію забороняють як справжні фотоматеріали, так і намальовані зображення. Однак Верховний суд стверджує, що оскільки винесення обвинувального вироку означатиме обмеження свободи вираження поглядів відповідача, суд повинен представити серйозні аргументи щодо того, коли порнографічні мультфільми у японському стилі, такі як хентай або лолікон, можуть мати потенціал завдати шкоди дитині в будь-який спосіб. Оскільки зображення, як правило, не схожі на будь-яку дитину та оскільки, наприклад, манга вважалася вираженням японської культури, Верховний суд постановив, що обмеження свободи вираження поглядів відповідача було б занадто великим, якби він був покараний через те, що ці зображення були визнані дитячою порнографією.

### Цитовані
- Sigel, Lisa Z., ред. (2005). International Exposure: Perspectives on Modern European Pornography, 1800–2000. Rutgers University Press. ISBN 978-0-8135-3519-7. Процитовано 21 жовтня 2009.

## Подальше читання
- Johnson, Paul (July 2014). Pornography and the European Convention on Human Rights. Porn Studies. 1 (3): 299—320. doi:10.1080/23268743.2014.927706.